# Piptocarpha densifolia
Piptocarpha densifolia là một loài thực vật có hoa trong họ Cúc. Loài này được Dusén ex G.Lom.Sm. miêu tả khoa học đầu tiên năm 1982.